# Прігор
Прігор (рум. Prigor) — село у повіті Караш-Северін в Румунії. Входить до складу комуни Прігор.
Село розташоване на відстані 319 км на захід від Бухареста, 45 км на південний схід від Решиці, 115 км на південний схід від Тімішоари.

## Населення
За даними перепису населення 2002 року у селі проживала 1031 особа.
Національний склад населення села:
| Національність | Кількість осіб | Відсоток |
| -------------- | -------------- | -------- |
| румуни         | 1021           | 99,0%    |
| цигани         | 7              | 0,7%     |

Рідною мовою назвали:
| Мова      | Кількість осіб | Відсоток |
| --------- | -------------- | -------- |
| румунська | 1024           | 99,3%    |
| циганська | 5              | 0,5%     |